# فلاديمير كيسينكوف
فلاديمير كيسينكوف (بالروسية: Кисенков, Владимир Сергеевич)‏ (8 أكتوبر 1981 بكالوغا في روسيا - ) هو لاعب كرة قدم روسي في مركز الدفاع. لعب مع توم تومسك ودينامو موسكو ونادي روستوف وFC Vityaz Podolsk ‏ وFC Lokomotiv Kaluga ‏ وسبارتاك نالتشيك.

## وصلات خارجية
- فلاديمير كيسينكوف على موقع قاعدة بيانات كرة القدم.إي يو (الإنجليزية)
- فلاديمير كيسينكوف على موقع Soccerway.com (الإنجليزية)
- فلاديمير كيسينكوف على موقع عالم كرة القدم.نت (الإنجليزية)